# Вокзал Мёнхенгладбах
Мёнхенгладбахский вокзал (нем. Mönchengladbach Hauptbahnhof) — железнодорожный вокзал в городе Мёнхенгладбахе (федеральная земля Северный Рейн-Вестфалия). По немецкой системе классификации вокзал Мёнхенгладбаха принадлежит категории 2.

## История

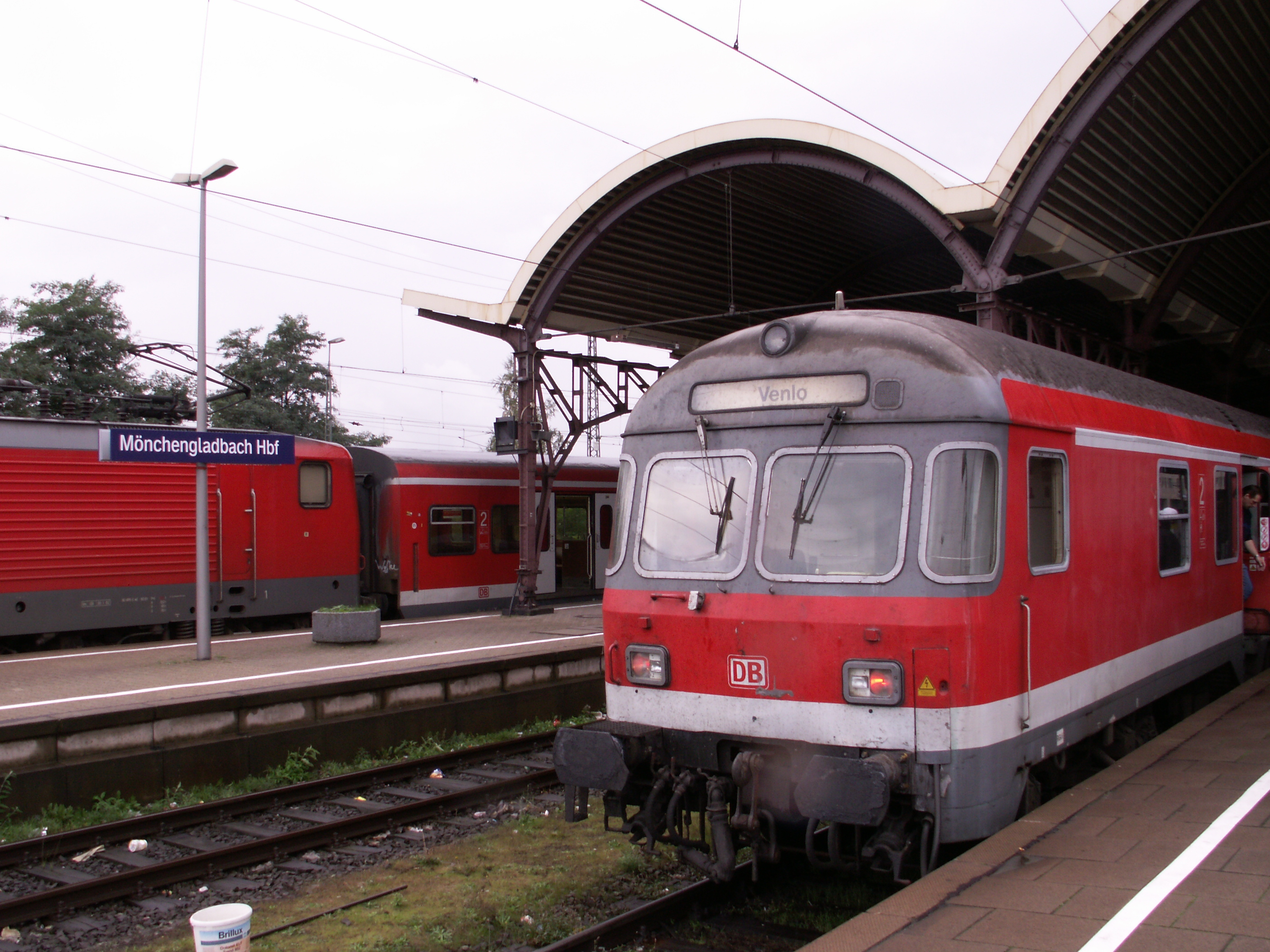
Платформы вокзала Мёнхенгладбах

Мёнхенгладбахский вокзал был построен в 1851 году Ахен-Дюссельдорф-Рурортской железнодорожной компанией. Полная реконструкция и модернизация вокзала началась 21 сентября 2009 года и должна быть завершена до конца 2012 года. Стоимость реконструкции составляет 6 млн. евро.

## Движение поездов по станции Мёнхенгладбах

### ICиICE
| Линия    | Маршрут |
| -------- | --- |
| IC 1118  | Ахен — Мёнхенгладбах — Дюссельдорф — Дуйсбург — Эссен — Дортмунд — Хамм — Билефельд — Ганновер — Берлин (Центральный вокзал) — Берлин-Зюдкройц                                                    |
| IC 1918  | Ахен — Мёнхенгладбах — Дюссельдорф — Дуйсбург — Эссен — Дортмунд —Хамм —Билефельд —Ганновер — Вольфсбург — Берлин (Центральный вокзал) — Берлин-Зюдкройц                                          |
| ICE 1046 | Берлин (Восточный вокзал) — Вольфсбург — Ганновер — Билефельд — Хамм — Дортмунд — Эссен — Дуйсбург — Дюссельдорф — Мёнхенгладбах                                                                  |
| ICE 1049 | Мёнхенгладбах — Дюссельдорф — Дуйсбург — Эссен — Дортмунд — Хамм — Билефельд — Ганновер — Берлин (Восточный вокзал)                                                                               |
| IC 1119  | Берлин (Центральный вокзал) — Берлин-Зюдкройц — Ганноверr — Билефельд —Хамм — Дортмунд — Эссен — Дуйсбург — Дюссельдорф — Мёнхенгладбах — Ахен — Дюрен — Кёльн                                    |
| IC 1919  | Лейпциг — Виттенберг — Берлин (Центральный вокзал) — Берлин-Зюдкройц] — Вольфсбург — Ганновер — Билефельд —Хамм — Дортмунд — Эссен — Дуйсбург — Дюссельдорф — Мёнхенгладбах — Ахен —Дюрен — Кёльн |

### RE,RBиS-Bahn
| Линия | Название              | Маршрут |
| ----- | --------------------- | --- |
| RE 4  | Wupper-Express        | Ахен — Мёнхенгладбах — Нойс — Дюссельдорф — Вупперталь — Швельм — Хаген — Виттен — Дортмунд                                         |
| RE 8  | Rhein-Erft-Express    | Неттеталь — Мёнхенгладбах — Гревенброх — Кёльн–Мессе/Дойц — Кёльн — Аэропорт Кёльн/Бонн — Тросдорф — Бонн — Линц-на-Рейне — Кобленц |
| RE 11 | Rhein-Hellweg-Express | Хамм — Дортмунд — Бохум — Эссен — Мюльхайм-на-Руре — Дуйсбург — Крефельд — Мёнхенгладбах                                            |
| RE 13 | Maas-Wupper-Express   | Венло — Фирзен — Мёнхенгладбах — Нойс — Дюссельдорф — Вупперталь — Хаген — Хамм                                                     |
| RB 27 | Rhein-Erft-Bahn       | Мёнхенгладбах — Гревенброх — Кёльн-Мессе/Дойц — Кёльн — Тросдорф — Бонн — Линц-на-Рейне — Кобленц                                   |
| RB 33 | Rhein-Niers-Bahn      | Ахен — Мёнхенгладбах — Крефельд — Дуйсбург — Оберхаузен — Динслакен — Везель                                                        |
| RB 39 | Schwalm-Nette-Bahn    | Мёнхенгладбах — Мёнхенгладбах-Райдт — Вегберг — Вегберг-Дальхайм                                                                    |
| S8    | S-Bahn Rhein-Ruhr     | Хаген — Вупперталь — Вупперталь-Вохвинкель — Дюссельдорф — Нойс — Мёнхенгладбах                                                     |